# Абзеліловський район
Абзелі́ловський район (рос. Абзели́ловский райо́н; башк. Әбйәлил районы) — муніципальне утворення у складі Республіки Башкортостан Російської Федерації.
Адміністративний центр — село Аскарово.

## Географія
Муніципальний район розташований в центральній частині Башкирського Зауралля, площа його території становить 4,3 тис. км².
Половина території району покрита лісом, протікають річки Великий і Малий Кізіл, Янгелька, бере початок Сакмара, розташовано 33 озера. По району пролягають хребти Уралтау і Ірандик, продовженням якого є хребет Криктитау, що підноситься на 600—1000 м над рівнем моря (вища крапка — гора Караташ — 1117 м).
Озера Банне (Мауизди), найглибше в Башкирії (28 м) і Солене (Мулдак) — республіканські пам'ятки природи з 1965 року, мають природно-лікувальні властивості. Останніми роками до них додалося ще 9 природних об'єктів. Околиці озера Мауизди (Баного) — курортна зона. На цьому озері знаходиться єдиний рибопітомник в Заураллі.

## Населення
Населення району становить 45037 осіб (2019, 45551 у 2010, 43262 у 2002).
За національним складом 88 % населення становлять башкири, 8,4 % — росіяни, 2 % — татари.

## Історія
Район утворений 1930 року.
Абзеліловський район багатий корисними копалини. Розсипне золото здобували до 1950-х років. Під час Німецько-радянської війни на Кусімовському, Єлємбетовському і Ніязгуловському копальнях здобували марганець для Магнітогорського металургійного комбінату. З 1999 року відновлені роботи по здобичі міді в родовищі Бакр-Узяк. Район також багатий мармуром, яшмою, вапняком, є хроміти, мідний колчедан.

## Адміністративно-територіальний поділ
На території району утворено 16 сільських поселень, які називаються сільськими радами:
| Поселення                      | Площа, км² | Населення, осіб (2002) | Населення, осіб (2010) | Населення, осіб (2019) | Центр           | Населені пункти |
| ------------------------------ | ---------- | ---------------------- | ---------------------- | ---------------------- | --------------- | --------------- |
| Альмухаметовська сільська рада | -          | 3725                   | 3522                   | 2576                   | Цілинний        | 9               |
| Амангільдінська сільська рада  | -          | 2368                   | 2384                   | 2219                   | Амангільдіно    | 5               |
| Аскаровська сільська рада      | -          | 7561                   | 8160                   | 9689                   | Аскарово        | 6               |
| Баїмовська сільська рада       | -          | 3751                   | 3868                   | 3575                   | Баїмово         | 10              |
| Бурангуловська сільська рада   | -          | 1472                   | 1566                   | 1191                   | Бурангулово     | 6               |
| Гусевська сільська рада        | -          | 2155                   | 2567                   | 2443                   | Гусево          | 6               |
| Давлетовська сільська рада     | -          | 1575                   | 1814                   | 1964                   | Давлетово       | 4               |
| Кірдасовська сільська рада     | -          | 805                    | 801                    | 689                    | Кірдасово       | 2               |
| Краснобашкирська сільська рада | -          | 3515                   | 3766                   | 3861                   | Красна Башкирія | 4               |
| Равіловська сільська рада      | -          | 2081                   | 2380                   | 2317                   | Ішкулово        | 5               |
| Ташбулатовська сільська рада   | -          | 3412                   | 3794                   | 3928                   | Ташбулатово     | 11              |
| Таштімеровська сільська рада   | -          | 4179                   | 3953                   | 4052                   | Михайловка      | 9               |
| Халіловська сільська рада      | -          | 2747                   | 2861                   | 2609                   | Халілово        | 6               |
| Хамітовська сільська рада      | -          | 942                    | 917                    | 865                    | Хамітово        | 3               |
| Янгільська сільська рада       | -          | 2974                   | 3198                   | 3059                   | Янгельське      | 5               |

## Найбільші населені пункти
| №  | Населений пункт | Населення, осіб (2002) | Населення, осіб (2010) |
| -- | --------------- | ---------------------- | ---------------------- |
| 1  | Аскарово        | 7 067                  | 7 634                  |
| 2  | Красна Башкирія | 2 286                  | 2 435                  |
| 3  | Цілинний        | 1 455                  | 1 404                  |
| 4  | Янгельське      | 1 235                  | 1 332                  |
| 5  | Ташбулатово     | 1 048                  | 1 277                  |
| 6  | Ішкулово        | 1 080                  | 1 257                  |
| 7  | Халілово        | 1 070                  | 1 117                  |
| 8  | Михайловка      | 1 012                  | 1 103                  |
| 9  | Гусево          | 955                    | 1 102                  |
| 10 | Баїмово         | 982                    | 1 015                  |

## Господарство
Основу економіки району становлять: молочно-м'ясне виробництво, свинарство, вирощування ярової пшениці, гречки. Сільгоспугіддя займають 206 тис. га. У районі працюють 13 муніципально-унітарних і акціонерних підприємств, 200 селянських і фермерських господарств.
Держлісфонд займає 162 тис. га.
У районі знаходиться санаторій «Якти-Куль», утворений 1958 року.

### Транспорт
Район перетинають залізниця і автомобільні дороги республіканського значення, розташований аеропорт міста Магнітогорська. Є 3 залізничні станції.

### Соціальна сфера
У районі діють 32 середніх, 6 основних, 36 малокомплектних шкіл, дитячий будинок, сільське професійне училище, ДЮСШ, будинок дитячої народної творчості, станція юних техніків, 38 дошкільних установ, центральна районна і 7 дільничних лікарень, 60 фельдшерсько-акушерських пунктів, районний будинок культури і 49 сільських будинків культури і клубів, центральна районна бібліотечна система з 33 філіалами, школа мистецтв з 4 філіалами, 3 музичних школи, народний ансамбль танцю «Яшлек», кінотеатр.

## Визначні пам'ятки
- Районний історико-краєзнавчий музей;
- Будинок-музей Героя Радянського Союзу генерала Т. Т. Кусімова.